# Pla de les Pruneres
El Pla de les Pruneres és un jaciment arqueològic al terme municipal de Mollet del Vallès, a la comarca del Vallès Oriental. Té un seguit d'ocupacions des del Paleolític i epipaleolític fins al Neolític i l'edat del bronze. Es troba en una zona urbana, en un solar utilitzat habitualment com a aparcament al Pla de les Pruneres (un cop excavada, es va construir en un aparcament subterrani), entre els carrers Anselm Clavé i Rambla Pompeu Fabra. Està en la confluència de dues rieres: la riera de Gallecs i la riera Seca, cosa que provoca que sovint s'inundi la zona. Aquest terreny era un dipòsit d'època holocena format per aportacions al·luvials, amb gran quantitat de còdols, graves, gravetes, sorres, etc. Per això, no es considera un punt adequat per a un hàbitat d'època prehistòrica (es creu que, en aparèixer tombat, el seu punt original hauria estat entre 50 i 100 metres cap al nord-est, en una cota prou elevada).
Coordenades UTM: X: 434625.52 Y: 4599073.83
Entre abril i maig del 2009 es va fer una intervenció arqueològica a causa de l'aparició de l'anomenat Menhir de Mollet de grans dimensions i amb marques circulars als laterals, durant unes obres al centre de Mollet del Vallès, dirigida per Pablo Martínez Rodríguez. S'ha trobat a la zona una rascadora de sílex del Paleolític, un fragment de ceràmica neolítica amb decoració cardial i un altre de ceràmica decorada amb cordó amb impressions digitals que es podria situar a l'Edat del Bronze, a més d'alguna resta de fauna.
Tots els materials van ser trobats en posició secundària, fora de context i sense poder relacionar-los entre ells.